# Psicología forense
La psicología forense es una rama de la Psicología jurídica que se ocupa de auxiliar al proceso de administración de Justicia en el ámbito tribunalicio. Es una división de la psicología aplicada relativa a la recolección, análisis y presentación de evidencia psicológica para propósitos judiciales. Por tanto, incluye una comprensión de la lógica sustantiva y procesal del Derecho en la jurisdicción pertinente para poder realizar evaluaciones y análisis psicológico-legales e interactuar apropiadamente con jueces, fiscales, defensores y otros profesionales del proceso judicial.  
Varela, M. (2014) plantea que la psicología forense, pericial o psicología aplicada a los Tribunales, es una rama de la Psicología Jurídica que desarrolla sus conocimientos y aplicaciones con la finalidad de apoyar, con sus resultados, el trabajo jurídico en la Sala donde haya que impartir Justicia. Tiene como objetivo auxiliar al juez en la toma de decisiones.  
Un aspecto importante de la Psicología Forense es la capacidad de testificar ante un juzgado en condición de perito experto, reformulando hallazgos psicológicos en el lenguaje legal de los juzgados para proveer información al personal legal de una forma que pueda ser entendida y aprovechada. En cada país, los psicólogos forenses deben entender la psicología, reglas y estándares sistema jurídico nacional para que sean considerados como testigos creíbles. Es fundamental el entendimiento del modelo acusatorio bajo el cual funciona el sistema. También existen reglas sobre la presentación oral de la pericia, e incluso, la falta de una comprensión firme de los procedimientos judiciales resultará en la pérdida de credibilidad del psicólogo forense en el juzgado y su eventual recusación para excluirlo del proceso. Un psicólogo forense puede ser entrenado en psicología clínica, social, organizacional o cualquier otra rama de la psicología, sin embargo la adecuada comprensión teórica y experiencia práctica en evaluación psicológica a través de instrumentos psicométricos y proyectivos así como de la psicopatología son fundamentales para la práctica pericial.
En la Psicología Jurídica y Forense se ha hecho énfasis en el conocimiento generado y aplicado que se base en la evidencia científica. Especialistas en otras áreas de la psicología como: clínica, o neuropsicología, educativa, etc. pueden actuar como peritos o expertos, será el psicólogo forense, por su formación específica, el especialista en la realización de las valoraciones psicológicas en el ámbito legal.
Generalmente, las preguntas que se proponen a los psicólogos forenses en el tribunal no son relativas a cuestiones psicológicas, sino más bien legales; y la respuesta debe ser en un lenguaje que el tribunal comprenda. Algunos aspectos que comúnmente son objeto de interrogación del sistema judicial a los psicólogos forenses son la competencia del acusado para someterse a juicio y ejercer su legítimo derecho a la defensa, o que se dictamine el estado mental del procesado al momento de cometer el crimen por el que es acusado, de forma de conocer la comprensión de la criminalidad del acto punible y la capacidad del imputado para dirigir sus acciones al momento de la comisión del delito, lo que tiene una incidencia directa sobre la responsabilidad penal que se le pueda imputar.
También es función de los psicólogos forenses proveer recomendaciones con respecto a las condiciones de ejecución de la sentencia y al tratamiento que debe seguir el acusado, así como cualquier otra información que el juez requiera, como la referida a factores atenuantes, agravantes o eximientes, la valoración de la probabilidad de reincidencia y la evaluación de la credibilidad de los testigos. La Psicología Forense implica también capacitar y asesorar a policías, criminalistas u otro personal oficial de las fuerzas públicas de seguridad para proveer información psicológica relevante para el perfilamiento criminal de presuntos actores de hechos punibles.

## Historia y orígenes
La Psicología Forense no es una ciencia nueva. Podemos encontrar sus antecedentes en los siglos XVII y XVIII, en tratados de psiquiatría legal y criminología, pero como ciencia moderna, en Europa tiene sus orígenes entre mediados del siglo XIX y principios del XX, de la mano del italiano C. Lombroso, fundador de la primera escuela de antropología criminal y autor de L’uomo delinquente (1876); del francés A. Binet que publicó el libro La suggestibilité (1900), donde se recogen los primeros trabajos aplicados a la Psicología del Testimonio; y de los alemanes H. Gross, autor del libro Kriminalpsychologie (1897), H. Münsterberg, que publicó el primer manual específico sobre Psicología Forense titulado On the Witness Stand (1908) y L. W. Stern, que editó la primera revista especializada en el área titulada Beitrage zur Psychologie der Aussage (1903-1906).
La disciplina  de la psicología forense fue propuesta por profesionales en  medicina, psicología, derecho y psiquiatría, ya que como son ciencias humanas y del comportamiento, se unen para implementar de forma práctica una mejor colaboración y cubrir la necesidad de intervención de los psicólogos en los diferentes procedimientos judiciales.
En España, podría considerarse a Pedro Mata (1811-1877) el primer gran impulsor de las especialidades forenses (medicina y psiquiatría) y de la primera cátedra de Medicina Legal, y el primero en interesarse en la Psicología Forense, aunque desde una perspectiva fundamentalmente organicista. Relevante también fue su discípulo José María Esquerdo (1842-1912), que estudió casos tan famosos como el de Francisco Otero (que atentó contra en rey Alfonso XII) o el de El Sacamantecas (que le llevó a defender ante la Comisión de Reforma del Código Penal del Senado la falta de responsabilidad criminal del enajenado mental).
Desde un punto de vista formal, los Psicólogos Forenses comienzan su andadura con la Ley de Sanidad Española de 1885 que crea el cuerpo de Facultativos Forenses, organizado en tres secciones: 1) Sección de Medicina y Cirugía, 2) Sección de Toxicología y Psicología, y 3) Sección de Medicina Mental y Antropología. 
El desarrollo según Marín M., Espacia A.. (2009) fue creciendo en 4 etapas:
- En los años 1930 la psicología forense fue orientada solamente hacia el área de testificación.
- De 1930 - 1950 se vio motivada por la diversificación y sufrió un cambio definiendo como “psicologismo jurídico” para fundamentar un formalismo legal
- 1950 - 1970, comienza a surgir la necesidad de tener psicólogos calificados y expertos para establecer responsabilidades sobre las cuestiones criminales.
- A partir de los setenta se incrementa un gran impulso de demandas convirtiéndose el nombre a psicología Forense y a partir de 1981  la American Psychology Association creó la división 41 (psicología jurídica) en la que se implementó como rama la psicología forense.

Ya avanzado el siglo XX, algunos hitos marcarán la situación actual de la psicología jurídica española, fundamentalmente la creación en 1965 del primer Gabinete Psicológico de la Prisión de Madrid y en 1968 de la Central de Observación Penitenciaria. Durante la década de los setenta, se funda la Sección de Sociología y Psicología Jurídica del Colegio de Abogados de Barcelona en 1971, y se publica la reglamentación penitenciaria que recoge la figura del Psicólogo como técnico en rehabilitación social en 1979. Y en los ochenta el recién fundado Colegio Oficial de Psicólogos crea las distintas comisiones de Psicología Jurídica.
En Barcelona Emilio Mira y López publican el "Manual de Psicología Jurídica"  con el que cual podía ofrece un objetivo de informar y proporcionar conocimientos que a la psicología les parecería más efectiva en su tarea. En 1962 en EE. UU. se considerará error judicial rechazar la peritación de un psicólogo respecto de su área de especialización, La Asociación Psiquiátrica Americana elevó su protesta en forma y su oposición a la no admisión del psicólogo como perito.
En los setenta se introdujeron tópicos a la psicología forense como: testificación, jurados, conducta legal y magistrados, disuasión y sentencia juvenil, justicia, negociación, sistemas judican legal, negociación, sistemas judiciales justicia civil

## Rol del psicólogo forense
El rol del psicólogo forense se realiza ante la corte,  cuando se requiere un asesoramiento al estamento jurídico, donde se ocupa de emitir informes (recopilar, examinar y presentar pruebas)  que puedan ser utilizados como un argumento de un proceso judicial sobre una petición concreta. 
La Administración de Justicia establece el orden de las asignaciones de peritos judiciales. Así, el perito una vez designado judicialmente, tendrá cinco días para aceptar o no el cargo. En caso de aceptación, acudirá al juzgado donde se procederá a su nombramiento bajo juramento.
Los psicólogos clínicos, neuropsicólogos y otros con distinta especialización pueden contribuir como expertos o peritos cuando la corte así lo dicte. Los psicólogos forenses son los únicos que por su formación, son los adecuados para realizar valoraciones psicológico-legales, teniendo un lugar importante conociendo la responsabilidad legal del imputado, dictamina el estado mental del acusado en el momento que sucedió el delito.
La tarea del psicólogo forense implica  asesorar a criminalistas, personal oficial, policías, jurado, entre otros para brindar  información psicológica para el perfilamiento de los autores de situaciones punibles; causa de esta práctica el psicólogo puede trabajar con la población carcelaria de todo el país, no queda limitado al territorio metropolitanos como sucede en otros casos. Dentro del ámbito penal el psicólogo también interviene en los establecimientos carcelarios, allí se proponen “tratamientos para la rehabilitación”, se le informa a las autoridades carcelarias la existencia de respuestas o no al tratamiento antes propuesto.
El perito emitirá su dictamen por escrito, en el plazo señalado, y lo hará llegar a su cliente en caso de contratación de parte. El cliente, por sí mismo o a través de su representación legal (abogado o procurador), dará curso a las partes (tribunal, Fiscalía y parte contraria). En el supuesto de designa por un juzgado, el perito deberá entregarlo al tribunal; en este caso, será el propio juzgado el responsable de dar traslado a los agentes implicados en el proceso del informe. La presencia del perito en la vista oral permite la ratificación, defensa y aclaración sobre su pericia.
Participan en distintos juzgados, mayormente en los juzgados civiles  por cuestiones familiares, penales y laborales.  Su labor debe ser imparcial y objetiva acerca de los hechos que se deben diagnosticar, utilizando un lenguaje coloquial para la comprensión e interpretación de los especialistas de otras áreas sea clara. 

### La  ética en la práctica del psicólogo forense
El sujeto del psicólogo forense en el ámbito jurídico es constituido desde la Ley y desde lo social. en este sentido se puede entender la figura del psicólogo forense como un auxiliar de la justicia. Además de ajustarse a lo que determinan las leyes de cada país, el psicólogo también debe ajustarse a la ética que este debe de presentar en cuanto al ámbito normativo y clínico. El normativo se refiere al sujeto de derecho y el clínico se centra en el sufrimiento psíquico. es por esto que la intervención del psicólogo como perito es fundamental en la investigación judicial y como consecuencia el perito debe de tener presente las repercusiones que puede generar en el ámbito emocional.

### Rol frente a la infancia y adolescencia
Resulta imperioso para el Psicólogo en general y para el Psicólogo Forense en particular, tener conocimiento sobre las obligaciones a las que suscribe al momento de participar en procesos de justicia donde se encuentren implicados niños o adolescentes, especialmente cuando éstos han sido víctimas de violencia, debido a que considerar los dilemas éticos que pueden dimanar de las prácticas con niños y adolescentes en el ámbito jurídico conlleva atender “las transformaciones en la concepción jurídica y social de la niñez y la adolescencia, sustentada en el nuevo paradigma de la protección integral de los derechos del niño, iniciado a partir de la Convención Internacional sobre los Derechos del Niño”.
De este modo, la base de tales obligaciones se establece en la Convención sobre los Derechos del Niño, realizada por la UNICEF (1989), y que se convirtió en ley en el año de 1990, esta enfatiza los derechos y la protección especial que ameritan los niños y adolescentes en tanto se encuentran aún en pleno desarrollo físico, cognitivo y emocional; a este respecto, a los tres grandes principios de los derechos humanos (universalidad, indivisibilidad e interdependencia) se agregan cuatro principios específicos para la infancia y adolescencia, a saber:
- El interés superior de la niñez: Todas las medidas concernientes a los niños deben dirigirse a la protección y el cumplimiento integral de los derechos de los niños y de los adolescentes.
- Igualdad y no discriminación: Prohíbe las distinciones arbitrarias en el respeto y garantía de los derechos de la infancia y la adolescencia, indicando además la adopción de medidas especiales para su protección ante la discriminación.
- Desarrollo y supervivencia: Conmina a vigilar de manera especial el buen desarrollo y supervivencia de la infancia y adolescencia.
- Participación o libertad de expresión y de ser escuchado: Indica que es menester prestar atención a lo que dicen los niños y adolescentes, así como considerar su participación en los casos que les afecten, atendiendo siempre a su etapa de desarrollo.[19]

Derivado de estos avances en materia de los derechos de la infancia y adolescencia, la Suprema Corte de Justicia de la Nación (México) comenta que “La participación de las y los psicólogos en momentos específicos del proceso de justicia, son imprescindibles no sólo para la protección efectiva de los niños y los adolescentes, sino también para reforzar su recuperación emocional y propiciar su redignificación”, para lo cual “se vuelve necesaria la aplicación de medidas tendientes a garantizar el acceso [de los niños y adolescentes] a la justicia, (…) para todo ello se requiere del apoyo y asesoría de profesionales especialistas en la atención de la niñez y la adolescencia”.
Así, la necesidad de psicólogos forenses especialistas en la infancia y adolescencia atiende al hecho de que las entrevistas y los exámenes que son aplicados a niños y adolescentes en el ámbito jurídico no han sido pensados, las más de las veces, de acuerdo a su nivel de desarrollo cognitivo y tampoco se hace uso de un lenguaje adecuado para su edad, de ahí la “conveniencia de que las niñas, niños y adolescentes sean entrevistados por una o un psicólogo especialista en niñez o adolescencia, no debiendo ser interrogados en forma directa por las partes”. Aunado a ello, se sugiere también que las entrevistas se lleven a cabo dentro de instalaciones cuyas condiciones resulten adecuadas para la edad y etapa de desarrollo del o la menor en cuestión en cada caso, así como que los encuentros formales con el menor sean debidamente registrados en audio y video para posibilitar consultas posteriores, fomentando con ello la evitación de la revictimización de la infancia víctima de violencia.

## Áreas de aplicación
De Nicolas, L. (1995).  menciona que las 7 áreas de intervención son:
- Psicología jurídica del menor: realizar informes periciales cuando el juez o fiscal lo requieren y da seguimiento a las intervenciones sobre las  conductas ilegales que cometen los menores.
- Psicología aplicada al derecho familiar: evalúa a los menores de edad que vivan con los padres para ayudar al niña/o a sobrellevar de forma positiva la situación. Fungen como asesores sobre procesos de separación y divorcio. También realizan funciones de mediación familiar o trabajan como peritos (Ambiente privado).
- Psicología aplicada al derecho civil: realiza peritaje en los diferentes constructos jurídicos: capacidad civil en toma de decisiones.
- Psicología aplicada  al derecho penal: diagnosticar y evaluar a las personas en proceso penal, determinando las circunstancias, como las secuelas psíquicas, brindando asesoría al Juez.
- Psicología penitenciaria: estudia la personalidad de los internos, actitudes, factores individuales como carácter y temperamento, su sistema dinámico-motivacional. Llevar a cabo un proceso psicológico donde también interpreta y valora las pruebas psicométricas y las técnicas proyectivas, para realizar un informe final.
- Psicología del testimonio: consiste en el ligado de conocimientos en base resultados de investigación de los campos de la psicología experimental y social, intentando determinar la exactitud y credibilidad de los testimonios sobre los delitos, accidentes o sucesos cotidianos que prestan los testigos presentes.
- Psicología policial y de las fuerzas armadas: policial, tiene como función la selección y formación de personal en temas de habilidades sociales, delincuencia, dinámica de grupos, manejo de situaciones críticas, psicopatología, etc. Fuerzas armadas, en las guerras psicológicas el uso y la aplicación de lo legal, los componentes y las implicaciones hacen en conjunto la defensa comunitaria.
- Psicología forense en el ámbito laboral: valoración de la capacidad para el trabajo o las implicaciones de los riesgos psicosociales (estrés laboral, burnout, mobbing) para la salud de los trabajadores y sus repercusiones forenses.

### Otras áreas de aplicación
- Mediación: Propiciar soluciones negociadas en conflictos jurídicos, a través de la intervención mediadora que contribuya a eliminar y prevenir el daño emocional, social, y presentar una alternativa a la vía legal, donde los implicados tienen un papel predominante.
- Victimología: Consideraciones sobre tipologías victimológicas, alude al estudio de la dogmática penal con relación a la víctima, además de revisar el sistema penal desde un panorama victimológico.
- Psicología Aplicada a los Tribunales: Son las actividades que tiene que realizar el Psicólogo, se trata de la búsqueda de evidencia y generación de conocimientos respecto a las relaciones entre Psicología y la ley.
- Psicología de la delincuencia: Se basa en el estudio de los determinantes psicológicos de la conducta de personas que intervienen en un acto delictivo.

## Evaluación del riesgo de reincidencia en psicología forense
La evaluación del riesgo de reincidencia es un ejercicio elemental en la psicología forense que se emplea para tasar la viabilidad de que un sujeto vuelva a realizar un delito luego de su excarcelación. Este modelo de estimación se efectúa por medio del manejo de instrumentos psicológicos y criminológicos y es culminante para la adquisición de resoluciones en contextos judiciales y penitenciarios. Las evaluaciones de riesgo de reincidencia cooperan en el amparo de la sociedad y asisten a los jueces, abogados y otros profesionales del sistema legal a emitir determinaciones documentadas acerca de la liberación condicional, la sentencia y las medidas de tratamiento.
Dicha evaluación se fundamenta en factores de riesgo estáticos y dinámicos. Los factores de riesgo estáticos engloban las características persistentes de la historia delictiva del sujeto, como son los antecedentes criminales y la edad durante el primer delito. Estos elementos no varían con el tiempo, pero aportan una alusión preliminar para estimar el riesgo de reincidencia. Por su parte, los factores de riesgo dinámicos incorporan características que son posibles de mudar con el tratamiento, como las actitudes antisociales, el abuso de sustancias y las habilidades sociales. Estos factores son con particularidad apropiados para determinar la efectividad de las intervenciones y adecuar las medidas de rehabilitación.
Dispares utensilios estandarizados han sido desenvueltos para tasar el riesgo de reincidencia, como son el HCR-20 (Historical Clinical Risk Management-20) y la PCL-R (Psychopathy Checklist-Revised), que estiman, de manera respectiva, el riesgo general de violencia y la presencia de rasgos psicopáticos. Estas herramientas coordinan entrevistas clínicas, análisis de documentos históricos y evaluaciones psicológicas para producir un perfil pormenorizado del riesgo del sujeto.
Conforme a diversos estudios, la evaluación apropiada del riesgo de reincidencia posibilita una mejor asignación de recursos penitenciarios y programas de reintegración, lo cual posee un signo eficiente en la disminución de la reincidencia y el progreso de la seguridad pública. No obstante, el empleo de dichos instrumentos también sugiere retos éticos, ya que las evaluaciones de riesgo pueden influenciar en las resoluciones judiciales de forma elocuente.

## Psicología Forense y Criminología
La Psicología Forense y la Criminología son dos disciplinas estrechamente relacionadas que se utilizan en conjunto para comprender y abordar diversos aspectos del comportamiento criminal y la justicia penal. La psicología forense se centra en la aplicación de principios psicológicos a cuestiones legales y judiciales, mientras que la criminología se ocupa del estudio científico del crimen, sus causas y sus consecuencias. Por tanto, ambas ciencias convergen de diversas maneras para colaborar interdisciplinariamente. Las principales aplicaciones son:
- Evaluación psicológica de criminales: Los psicólogos forenses pueden llevar a cabo evaluaciones psicológicas exhaustivas de delincuentes para determinar su salud mental, patrones de comportamiento y riesgo de reincidencia.
- Perfiles psicológicos criminales: La psicología forense ayuda a los criminólogos a desarrollar perfiles psicológicos de criminales en función de patrones de comportamiento, motivaciones subyacentes y rasgos de personalidad, lo que puede ser crucial para identificar y capturar a delincuentes.
- Testimonio de expertos en juicios: Los psicólogos forenses a menudo proporcionan testimonios expertos en casos judiciales, utilizando su experiencia y conocimiento para informar al tribunal sobre cuestiones psicológicas relevantes que puedan influir en el juicio y las decisiones de sentencia.
- Tratamiento y rehabilitación: La Psicología Forense desempeña un papel importante en el diseño y la implementación de programas de tratamiento y rehabilitación para delincuentes, ayudando a abordar problemas de salud mental y comportamiento desviado que puedan contribuir a la comisión de delitos.
- Investigación de crímenes violentos: La Psicología Forense puede contribuir a la comprensión de la psicología detrás de crímenes violentos y delitos graves, lo que ayuda a los investigadores a comprender mejor las motivaciones y los patrones de comportamiento de los delincuentes.

Para llevar a cabo muchas de estas aplicaciones, en la mayoría de los casos, se requieren informes en los que se refleje, de manera clara y concisa, las cuestiones que, o bien el médico forense o el criminólogo o, ambos en conjunto, creen de importancia mostrar a la persona o autoridad que solicitó dicho informe y que, la mayoría de veces, es encarnada por los órganos de justicia.
Uno de los tipos más comunes es el informe criminológico, el cual, se define como una herramienta técnica que utiliza el conocimiento científico para la significación de ciertos hechos y es emitida por orden de las autoridades o, a petición de un particular, es decir, es un documento motivado. En la mayoría de los casos, estos documentos son realizados por expertos en la materia de la que versan y normalmente se utilizan para aportar, esclarecer o facilitar la interpretación de la información de la que tratan para quienes no son expertos en la materia.
La aplicación principal de este tipo de documento es la de informe pericial, esto es, trasladar información desde un punto de vista experto y científico, a los jueces y tribunales acerca de todas las cuestiones que necesitan la interpretación de un experto respecto de los hechos delictivos, aportando información meramente técnica que ayude a estos órganos de justicia a esclarecer los hechos que se procesan, teniendo así una visión integral de estos y proporcionando información necesaria para clarificar los acontecimientos que hayan sucedido. Este informe, además se configura como el soporte de la prueba pericial, expuesta en el juicio oral.
El informe criminológico es el medio a través del cual trabajan de manera profesional los criminólogos. Con base en esto, debemos mencionar que dicho informe tiene dos ámbitos de actuación, por un lado, un campo más amplio en el cual el experto aborda temas relacionados con la criminalidad de una manera más general, en el terreno de la sociedad misma o en un determinado espacio geográfico. Por otro lado, tenemos un tipo de aplicación más específica donde este informe está destinado al análisis y descripción de todas las características que revistan mención por parte del criminólogo, acerca de un delito concreto, en otras palabras, acerca de su autor, víctima, circunstancias concretas, etc., es decir, este documento tiene un carácter particular Esta última descripción se corresponde con lo descrito en el párrafo anterior, a saber, aportar toda la información necesaria para enjuiciar, de la mejor manera posible, el hecho delictivo y el delincuente, así como determinar la reacción social, sea una medida de seguridad o una pena. Esto es, un informe criminológico forense.
El informe criminológico, según Isabel Germán Mancebo, debe tener la siguiente estructura:
1. Título.
2. Encabezamiento.
3. Motivo u objeto del informe.
4. Antecedentes de caso, lo que sabemos hasta ese momento.
5. Referentes conceptuales.
6. Metodología empleada.
7. Resultados de la exploración/evaluación del sujeto o consulta de documentos.
8. Conclusiones.
9. Lugar, fecha y firma.
10. Cláusula de salvaguarda.

## Métodos del psicólogo forense
- Autopsia cronológica: su objetivo es dar respuesta a la necesidad de determinar el causal de muertes dudosas
- Autoinformes: es un tipo de técnica que permite adquirir información fiable, válida, rápida y de forma económica de un individuo, ya sea con una finalidad diagnóstica y terapéutica o de selección de personal. 
  - Cuestionarios
  - Escalas
  - Inventarios

Los cuestionarios, escalas e inventarios se tratan de autoinformes muy estructurados, tanto la forma en que vienen formuladas las preguntas como en sus respuestas. Evalúan conductas específicas, preguntando sobre eventos que suelen ocurrir con cierta frecuencia. Generalmente se utilizan para medir variables de personalidad.
- Entrevistas: se utilizan como una estrategia para poder obtener la informe más fiable y válida. Hay varios tipos de entrevistas: 
  - Individual
  - Grupal
  - A terceros
  - A profesionales.
- Observación directa: permite tener información de los sucesos, los comportamientos y las interacciones tal y como ocurren, permite recabar información de sujetos que no pueden expresarla verbalmente, y requiere un nivel mínimo de colaboración por parte del sujeto/familia/escuela. También permite recabar información muy detallada y precisa.[25]
  - Relaciones sociales 
    - Lenguaje verbal y no verbal.Evaluaciones de trastornos mentales

  - Test[26]

### La observación
La observación, en evaluación psicológica puede ser tanto una técnica en sí misma, como una complementaria a otras técnicas, es decir, la evaluación como técnica en si será la observación directa del sujeto, mientras que la evaluación como técnica complementaria a otras sería la observación del sujeto mientras este, simultáneamente, está siendo evaluado de otra forma, como puede ser durante una entrevista o realizando un test.
Durante la observacion, no hay que limitarse simplemente a la conducta no verbal del sujeto (que también ha de ser estudiada) sino a como se comporta en relación a lo que relata, por ejemplo, si cuenta un evento triste o traumatico como es su expresión, alegre o triste, si gesticula, y si lo hace si es rápido o lento. De la misma manera, en relación a la conducta, debemos fijarnos en qué ocurre, que conducta medimos, por ejemplo mirar por la ventana, posteriormente la frecuencia de la conducta y su duración, cuantas veces mira por la ventana y cuanto tiempo lo hace, y el rendimiento de dicha conducta.
Error del observador: Al observar, deberemos tener cuidado de no incurrir en errores, tanto por parte del observador como por parte del observado
Error del observado: consiste en alterar la conducta normal al sentirse observado. 
Gracias a la observación podemos descubrir signos de trastornos mentales, como puede ser, que en la depresión mejor se enlentecen los movimientos, que en la psicosis el sujeto sólo y sonríe como si estuviese con alguien más, o que en la fase maniaca del trastorno bipolar se da una aceleración de los movimientos

### Las diferencias entre la entrevista en el ámbito forense y clínico
Aunque la entrevista utilizada en el ámbito forense y la utilizada en el ámbito clínico coinciden en el aspecto central de valorar el estado mental del entrevistado y algunos de los instrumentos empleados, difieren en sus propósitos una vez realizada la evaluación y en los posibles condicionantes que pueden influir durante su desarrollo.
En este sentido, en el ámbito forense el objetivo es analizar las repercusiones que pueden tener los trastornos mentales en el sistema jurídico, mientras que en el ámbito clínico se trata de realizar una intervención de carácter terapéutico.
Cuando se lleva a cabo una evaluación psicológica forense existe un especial peligro de manipulación por parte del entrevistado de su declaración, ya sea con el objetivo de obtener un beneficio o evitar algún perjuicio. Esto no ocurre, con carácter general, en el ámbito clínico, en el que los sujetos acuden voluntariamente ante el profesional y no enmarcados dentro de un proceso judicial. 
La propia tarea de evaluación difiere de la desarrollada en lo clínico en el sentido de que el profesional debe poner en relación dicha evaluación con el asunto jurídico enjuiciado. Así surgen problemas técnicos, como por ejemplo, el hecho de que determinadas categorías reconocidas jurídicamente no tienen una traslación directa en los sistemas diagnósticos que se utilizan en el ámbito clínico, por ejemplo, el trastorno mental transitorio. De hecho, la propia Asociación Estadounidense de Psiquiatría ha aconsejado la utilización con cautela del DSM en el ámbito forense.

## Psicometría utilizada en el ámbito forense
En la actualidad, se cuenta con un gran número de instrumentos para la evaluación psicológica, de los cuales algunos de ellos se pueden utilizar para realizar un peritaje, lo que implica que una de las primeras preguntas que se debe plantear el perito / psicólogo en su actividad profesional e investigadora es ¿qué test utilizar? Como cabría suponer, no existe una respuesta única a esta pregunta, puesto que la respuesta viene determinada por los objetivos de la evaluación. Algunos de los instrumentos más utilizados en la psicología forense y validados para su utilización en México son:

### Instrumentos de inteligencia
Los tests de inteligencia en el ámbito forense sirven para medir la capacidad del individuo, la forma en que comprende al mundo que lo rodea y los recursos que posee para enfrentarse a cualquier situación que se le presente como en sus exigencias y desafíos.

#### WISC-IV (Escala Wechsler de inteligencia para niños)
Esta escala fue creada por David Wechsler en 1949, de ahí su nombre Wechsler de inteligencia para niños (WISC), “esta escala se basa en la inteligencia global, con varias pruebas que evalúan las distintas capacidades y habilidades que se reflejan en esta dicha escala y así mismo se suman todos los resultados y se puede obtener el coeficiente de inteligencia del niño”
- Aplicación: Se aplica de manera individual a niños desde los 6 años hasta los 16 años.
- Duración: 60 a 90 minutos
- Finalidad:Evaluación de las capacidades cognitivas en niños. Observar la capacidad intelectual general (CI Total). Está constituido por varias áreas de las cuales son:  Índice de comprensión Verbal, Índice de Razonamiento Perceptual, Índice de Memoria de Trabajo, Índice de Velocidad de Procesamiento.

#### WAIS-IV (Escala Wechsler de inteligencia para adultos)
Esta escala fue creada por David Wechsler quien en 1955 publicó la primera revisión del Manual conocida como Escala Wechsler de inteligencia para Adultos (Wais) “Está dicha escala nos permite evaluar el funcionamiento Intelectual de la persona”
- Aplicación: Esta escala se aplica de forma individual a adultos de 16 a 19 años de edad.
- Duración: 60 a 90 minutos.
- Finalidad: Está compuesta por varias pruebas en las cuales se representa la capacidad intelectual general (CI Total), en el cual representan el funcionamiento intelectual de las áreas cognoscitivas como:  Índice de comprensión Verbal, Índice de Razonamiento Perceptual, Índice de Memoria de Trabajo, Índice de Velocidad de Procesamiento.

#### Test gestáltico visomotor de Bender
La neuropsiquiatra Lauretta Bender fue la creadora del test Gestáltico Visomotor de Bender en el cual nos permite “evaluar el desarrollo de la inteligencia tanto niños como adultos y en el diagnóstico de los diversos síndromes clínicos de deficiencia mental, afasia, desórdenes cerebrales orgánicos, psicosis mayores, simulación de enfermedades y psiconeurosis”
- Aplicación: Se aplica de forma individual tanto a niños como adultos.
- Duración: Entre 15 y 30 minutos.
- Finalidad: Esta prueba consiste en un test no-verbal, consistente en la copia de nueve figuras geométricas. Al realizar los dibujos se muestra la función gestáltica integradora y observando las posibles perturbaciones orgánicas funcionales, nerviosas y mentales.

#### Test de Matrices Progresivas de John C. Raven
Esta Prueba se diseñó en el año 1938 por el psicólogo inglés John C. Raven, con el objetivo de “calcular el factor “G” el cual hace referencia a una cualidad personal y posiblemente hereditaria.Este Test es una prueba muy conocida y utilizada en el ámbito Psicológico y Psicopedagógico”
- Aplicación: Se aplica de forma individual a personas de entre 12 a 65 años.
- Duración: Variable entre 40 a 90 minutos.
- Finalidad: El test de Raven hace referencia a la capacidad de la personas para buscar relaciones y correlatos dentro de una información que se presenta de forma desorganizada y poco sistematizada. La capacidad de educación está asociada a la capacidad intelectual para la comparación de imágenes y representaciones, así como con el razonamiento analógico.

#### Instrumento no Verbal de Inteligencia Beta III
Este Instrumento fue creado por Kellogg y Morton en 1934 en el cual su objetivo es la “evaluación general de la inteligencia en adultos con bajo Nivel cultural, también se puede evaluar con dificultades de lecto escritura y/o alfabetización” (KELLOG Y MORTON, 1934).
- Aplicación: De forma individual o colectiva a adultos a partir de los 16 años de edad.
- Duración: 25 a 30 minutos.
- Finalidad: Beta III evalúa la inteligencia no verbal, en las cuales se incluyen procesamiento de información visual, velocidad de procesamiento, razonamiento espacial y no verbal y aspectos de inteligencia fluida.
- Cinco Subpruebas:  Clave,  Figuras incompletas, Pares iguales, Pares desiguales y  Objetos equivocados

#### Medición para la habilidad intelectual BARSIT
Esta Prueba fue creada por el Venezolano Francisco Del Olmo, dicha prueba nos ayuda a “evaluar el nivel de inteligencia que nos permite obtener un índice general de la inteligencia de un sujeto, como la capacidad de aprendizaje de la persona”
- Aplicación: Individual o grupal, es aplicable a partir de la terminación de tercer grados y a adultos con educación primaria.
- Duración: 10 minutos aproximadamente.
- Finalidad: Esta prueba tiene como finalidad evaluar diferentes áreas como: la dimensión de información que mide las funciones de memoria de corto plazo, memoria a largo plazo, interés en el medio ambiente y ambición intelectual, también mide el manejo de datos, la comprensión verbal que se vincula con la capacidad de generalización y abstracción, el razonamiento verbal que se considera como la capacidad de aprendizaje y el lenguaje, la habilidad para manejar conceptos y sus relaciones,  el razonamiento lógico que se vincula con la aplicación de juicios lógicos y el sentido común y por último está el razonamiento numérico que se relaciona con la capacidad de atención, concentración, también como las habilidades en la relación numérica.

## Instrumentos de personalidad
Los instrumentos de personalidad en una evaluación forense se utilizan para obtener perfiles o rasgos de las personas que han cometido delito y/i de las víctimas.

#### Técnica de dibujo proyectivo Casa - Árbol - Persona (HTP)
El autor de la técnica del dibujo proyectivo “Casa-Árbol-Persona” (H-T-P por sus siglas en inglés) es John N. Buck en 1995, y la adaptación al español la realizó la Lic. Blanca Eugenia Romero Soto (Universidad de las Américas- Puebla).
- Aplicación: El H-T-P se puede aplicar de manera individual o grupal, está diseñado para incluir un mínimo de pasos. El primero es no verbal, creativo y muy poco estructurado. En él, se le solicita al individuo que dibuje libremente una casa, un árbol y una persona. Se puede pedir el dibujo adicional de una persona del sexo opuesto al del dibujo realizado primero por el sujeto. El segundo paso, un interrogatorio estructurado, incluye una serie de preguntas acerca de las asociaciones del sujeto con aspectos de cada dibujo. El entrevistador podrá continuar entonces con un tercer y cuarto paso. En el tercero, el sujeto dibuja nuevamente una casa, un árbol y una persona (o dos) esta vez utilizando lápices de colores. Como un cuarto paso, el entrevistador hace preguntas de seguimiento acerca de estos dibujos a color. Dependiendo del número de pasos que se incluya, el proceso puede tomar de 30 minutos a una hora y media. Posteriormente, se evalúan los dibujos buscando signos de posible psicopatología o rasgos de la personalidad basándose en el contenido, las características del dibujo como el tamaño, la ubicación y la presencia o ausencia de partes específicas y las respuestas del individuo durante el interrogatorio.[36]
- Duración: Alrededor de 30 a 90 minutos.
- Finalidad: Esta prueba se utiliza con la finalidad de obtener información acerca de la manera en que un individuo experimenta su “Yo” en relación con lo demás y con su ambiente familiar. Como todas las técnicas de su tipo, el H-T-P facilita la proyección de elementos de la personalidad y áreas de conflicto, permitiendo identificarlas para su valoración.

#### Test 16 factores de personalidad (16PF)
El cuestionario 16 Factores de personalidad (16PF) es un instrumento diseñado para la investigación básica en psicología, para cubrir lo más altamente posible el campo de la personalidad en corto tiempo. Su autor es Raymond Cattell  (1989).
- Aplicación: Individual o colectiva a partir de los 16 años, con un nivel de lectura de 1° a 2° de secundaria.
- Duración: 45 a 60 minutos, pero sin límite de tiempo.
- Finalidad: Cubrir las demandas de los psicólogos de un instrumento para medir y validar factores primario respecto a la personalidad.

#### MMPI-2-RF. Inventario Multifásico de Personalidad de MinnesotaF-2 Reestructurado
Este test es uno de los instrumentos más utilizados en la evaluación de adultos en los contextos clínicos, médicos, forenses y de selección de personal. Sus autores en esta nueva versión son J.N. Butcher, J.R. Graham, Y. S. Ben-Porath, A. Tellegen, W. G. Dahlstrom y B. Kaemmer, (2015) sus adaptadores al español son A. Ávila-Espada y F. Jiménez-Gómez,
El MMPI-2 recoge la experiencia de más de 50 años de investigación y aporta una gran riqueza de información sobre la estructura de la personalidad y sus posibles trastornos, proporcionando hasta 3 escalas de validez, 10 escalas básicas, 15 escalas de contenido, 18 escalas suplementarias y 31 subescalas. Esta versión contiene algunas innovaciones, las cuales son la reducción del número de ítems y del tiempo de aplicación, así como un nuevo conjunto de escalas que permiten una evaluación más eficiente, centrada en el contenido y coherente en su estructura y organización. Consta de 338 ítems que requieren un tiempo de aplicación de entre 35 y 50 minutos, sustancialmente menor que el MMPI-2®, y ha sido fruto de un laborioso y complejo proceso de desarrollo y validación. Contiene ocho escalas de validez que permiten detectar eficazmente las principales amenazas a la interpretación de un protocolo: Ausencia de respuesta al contenido y Exageración o minimización de síntomas. Sus 42 escalas sustantivas permiten una evaluación eficiente y actualizada de las variables clínicamente relevantes en distintas áreas de la personalidad y la psicopatología. Para cada escala se incluyen hipótesis interpretativas de síntomas clínicos, tendencias comportamentales y características de la personalidad asociadas, así como consideraciones de tipo diagnóstico y terapéutico a tener en cuenta.
- Aplicación: Esta prueba puede ser individual o colectiva.
- Duración:  El tiempo de la prueba es variable, en torno a los 60 minutos aproximadamente.
- Finalidad: Este test tiene como finalidad la evaluación de la personalidad normal y patológica. Se lleva a cabo únicamente con adultos y los baremos disponibles están en España, Argentina y México.

#### PAI-A. Inventario de Evaluación de la Personalidad para Adolescentes
Quienes llevaron a la adaptación de este test al español fueron V. Cardenal, M. Ortiz-Tallo, M.ª M. Campos y P. Santamaría. Actualmente se encuentra estandarizada para España, Argentina, Colombia y México.
El PAI-A permite la evaluación comprehensiva de la psicopatología en adolescentes mediante 22 escalas: 4 escalas de validez, 11 escalas clínicas, 5 escalas de consideraciones para el tratamiento y 2 escalas de relaciones interpersonales. Además brinda información sobre aquellos ítems críticos en donde se requiere la atención inmediata del profesional de la salud mental. En el ámbito forense, es utilizado tanto para el screening y diagnóstico como para la detección de grupos forenses específicos y la elaboración de informes ya que destaca por su claridad en la interpretación y la exhaustiva información que proporciona. (L.C. Morey, 2007),
- Aplicación: Esta prueba puede ser aplicada individual o colectiva ya sea en físico u en línea.
- Duración: Un tiempo de 45 minutos aproximadamente.
- Finalidad: Tiene la finalidad de identificar las características de personalidad más relevantes en la evaluación clínica y forense de adolescentes entre 12 a 18 años.

#### PAI. Inventario de Evaluación de la Personalidad (Adultos)
El PAI, en su versión para adultos, permite realizar la evaluación de las características de la personalidad más relevantes en la evaluación clínica y forense. Su autor es L.C. Morey (2011), y sus adaptadores al español M. Ortiz-Tallo, P. Santamaría, V. Cardenal y M. P. Sánchez. La aplicación de la prueba puede ser individual y/o colectiva, en un tiempo de 45 minutos aproximadamente. Estandarizada para España, Argentina, Chile y México.
Categorías:
Permite una evaluación comprehensiva de la psicopatología en adultos mediante 22 escalas: 4 escalas de validez (Inconsistencia, Infrecuencia, Impresión negativa e Impresión positiva), 11 escalas clínicas (Quejas somáticas, Ansiedad, Trastornos relacionados con la ansiedad, Depresión, Manía, Paranoia, Esquizofrenia, Rasgos límites, Rasgos antisociales, Problemas con el alcohol y Problemas con las drogas), 5 escalas de consideraciones para el tratamiento (Agresión, Ideaciones suicidas, Estrés, Falta de apoyo social y Rechazo al tratamiento) y dos escalas de relaciones interpersonales (Dominancia y Afabilidad). Además, incluye 30 subescalas que proporcionan una información más pormenorizada. En el ámbito forense el PAI es utilizado tanto para el screening y diagnóstico como para la detección de grupos forenses específicos (p. ej., valoración de peligrosidad, custodia de menores, psicopatía, maltrato…). Es empleado también en procesos de selección de personal (p. ej. selección de fuerzas armadas y seguridad).
- Aplicación: Esta prueba puede ser aplicada individual o colectiva ya sea en físico u en línea.
- Duración: Un tiempo de 45 minutos aproximadamente.
- Finalidad: Tiene la finalidad de identificar las características de personalidad más relevantes en la evaluación clínica y forense de adultos.

#### Frases incompletas de Sacks (FIS)
El test de Frases incompletas de Joseph M. Sacks fue elaborado en colaboración con otros psicólogos del “Veterans Administration Mental Higiene Service” de Nueva York. Sacks y sus colaboradores idearon Éste test es una prueba proyectiva, que consiste en presentar al sujeto un cierto número de frases incompletas, que el examinado debe complementar. Esta prueba revela pensamiento y sentimientos conscientes, preconscientes e inconscientes del evaluado, que el psicólogo puede analizar e integrar a la luz de los resultados obtenidos por medio de otras técnicas.
- Aplicación: Individual o colectiva, en la forma infantil de 6 a 13 años con 11 meses y en la forma para adultos de 14 años en adelante.
- Duración: de 20 a 40 minutos aproximadamente.
- Finalidad: Este test tiene la finalidad a obtener material significativo de 4 áreas representativas de la adaptación del sujeto (familia, sexo, relaciones interpersonales y concepto de sí mismo), así como reflejar rasgos de la personalidad mediante las variables de propios deseos, temores, etc., en sus respuestas.

## Instrumentos de simulación
La simulación dentro de la psicología forense, es una de las tantas alternativas que tiene el pericial por su forma compleja al diagnosticar, ya que no solo implementa habilidades de conocimientos e instrumentos técnicos afines de la disciplina, sino también el examinador intentara emplear todos los recursos psicológicos a su disposición para obtener beneficios legales posibles de los resultados.

#### SIMS (Inventario Estructurado de Simulación de Síntomas)
El Inventario Estructurado de Simulación de Síntomas (SIMS) es un cuestionario verdadero-falso de 75 ítems.  El manual era escrito por Michelle R. Widows y Glenn P. Smith.
Algunos psicólogos todavía  utilizan el SIMS para detectar la posible simulación de síntomas médicos, creyendo que el SIMS de verdad puede medir simulación.  En realidad, desde un psicométrico punto de vista, el SIMS demuestra muy baja especificidad.   En 2014, Richard Rogers et al (enlace roto disponible en Internet Archive; véase el historial, la primera versión y la última)..[50] calculó la especificidad como .28.
Los análisis psicológicos y psiquiátricos del contenido de los 75 ítems han demostrado que todos describen síntomas médicos legítimos.[51,52,53,54]  Más del 50% de estos son síntomas verdaderos de síndrome post-conmoción cerebral, o lesiones o hernias de discos cervicales y lumbares.[55]  Cuanto más síntomas médicos o psicológicos reporten estos pacientes honestamente, más probabilidades hay de que sean clasificados falsamente como "simuladores". [55]  Los pacientes heridos en accidentes automovilísticos o los soldados con lesiones similares corren un alto riesgo de ser diagnosticados erróneamente como simuladores.[55] Sus tratamientos y otras indemnizaciones son falsamente negados.
Los metanálisis estadísticos[56] han demostrado que los simuladores y los pacientes legítimos con lesiones por accidentes automovilísticos obtienen puntajes similares en el SIMS porque ambos grupos afirman sufrir síntomas médicos.  Ambos grupos reciben SIMS puntajes más altos que las personas normales sanas que responden honestamente.[56]
Un estudio reciente realizado por un equipo dirigido por Rogers (enlace roto disponible en Internet Archive; véase el historial, la primera versión y la última).[50] encontró que más de dos tercios de los pacientes psiquiátricos legítimos fueron clasificados erróneamente como simuladores por el SIMS.  El SIMS y las 5 escalas que lo componen (Psicosis, Deterioro neurológico, Trastorno amnésicos, Baja inteligencia y Trastornos afectivosno) tienen ninguna capacidad fiable para clasificar correctamente los simuladores y los pacientes verdaderos. El SIMS es sin validez.

#### MMPI-2 (Inventario Multifásico de Personalidad de Minnesota-2.)
Evaluación de la personalidad normal y patológica, es un instrumento utilizado en la evaluación de psicopatología en adultos en los contextos clínicos, médicos, forenses y de selección personal, dirigido a  clínica, psicopatología y forense, creado por los autores J.N Butcher, J.R., Graham, Y.S. Ben-Porath, A. Tellegen, W.G.
- Aplicación: se aplica de manera individual o colectiva a personas adultas.
- Duración: variable, en torno a 60 minutos.
- Finalidad: Tiene una gran riqueza de información sobre la estructura de la personalidad y sus posibles trastornos, proporcionando hasta 3 tipos de escalas de validez, 10 escalas básicas, 15 escalas de contenido, 18 escalas suplementarias y 31 subescalas.

## Instrumentos de Abuso/Agresión Sexual
En el ámbito forense en la prueba de abuso o agresión sexual ayuda a estimar la probabilidad de que las declaraciones de niños  de cualquier género y a mujeres alegan haber sido víctimas de abuso sexual, dejando secuelas en las víctimas y en su medio familiar como social.se ajusten realmente a lo sucedido.

#### Escala de Actitudes Favorables a la Violación (Lottes, 1991)
Instrumento de carácter autoadministrado compuesto por 20 ítems que evalúa actitudes favorables hacia la violación de mujeres.
Este instrumento ha mostrado buenos índices de fiabilidad y validez. En cuanto a la validez, la Escala de Actitudes Favorables a la Violación (EAFV) es capaz de diferenciar a hombres y mujeres en este tipo de actitudes, y muestra una correlación positiva significativa con la doble moral sexual.
- Aplicación: evalúa mediante la escala de Likert de cinco puntos que se extiende desde 1 (Muy desacuerdo), a 5 (Muy de acuerdo), su puntaje total en el test se obtiene de la sumatoria de las puntuaciones en cada ítems, por lo cual la puntuación total va de 20 y 100.[46][47]
- Finalidad: la escala con propiedades psicométricas, posee índices de fiabilidad satisfactorias con valores de coeficiente alfa de .88 para hombres y .83 para mujeres.
- Experimento: en la versión original tuvo como población a jóvenes universitarios, se realizó un análisis exploratorio teniendo como resultado el 37% de varianza en la escala total, mediante el Alfa de Cronbach se obtiene el 0.91 de fiabilidad de la escala; así mismo se realiza un análisis ítem – test donde todos los ítems obtienen una carga factorial superior a 0.35. Por otro lado, la escala también está validada en diferentes países, como el Salvador, Brasil y Perú.[48] Por su parte, Sierra, Rojas, Ortega y Martín-Ortiz llevaron a cabo un análisis de sus propiedades psicométricas en una muestra de universitarios españoles, informando de una estructura unidimensional con una fiabilidad de 0.92 en la muestra de hombres y de 0.91 en la de mujeres; además, las puntuaciones en la EAFV correlacionaron de forma significativa con erotofobia y homofobia.[49]

Inventario de conducta sexual agresiva (Mosher y Anderson, 1986)
- Aplicación: compuesto por 20 ítems contestados en escala tipo Likert desde 0 (nunca) a 4 (siempre), por lo que la puntuación es entre 0 y 80, los autores utilizados en este inventario son Mosher y Anderson.[50]

- Finalidad: este inventario, también conocido como Agressive Sexual Behavior Inventory (ASBI), evalúa la frecuencia de conductas sexuales agresivas que pueden llevar a cabo los hombres hacia las mujeres en diferentes situaciones de interacción interpersonal.
- Experimento: en el estudio original, sus autores plantearon una estructura multidimensional, aislando en una muestra de 175 estudiantes universitarios seis factores diferentes con valores de fiabilidad de consistencia interna satisfactorios: Fuerza sexual (α = 0,83), Drogas y alcohol (α = 0,81), Manipulación verbal (α = 0,77), Rechazo con enfado (α = 0,79), Expresión de cólera (α = 0,73) y Amenazas (α = 0,76). No obstante, en el mismo estudio, se informa de un elevado índice de consistencia interna para la escala total (α = 0,94), lo que sugiere la homogeneidad de los 20 ítems que la conforman. Respecto a su validez, Mosher y Anderson señalaron correlaciones positivas entre la puntuación total del ASBI y personalidad machista (r = 0,33), actitudes sexuales crueles (r = 0,53) y violencia machista (r = 0,23).[51]

#### La escala de sexo con niños (Sex With Children Scale, SWCH, 2007)
Está compuesto por 18 ítems, creados a partir de la experiencia clínica en el trabajo con delincuentes sexuales, utilizando en este inventario a los autores Mann, Webster, Wakeling y Marshall.
- Aplicación: se utiliza rutinariamente en el servicio penitenciario británico como parte de una batería más amplia de evaluación de delincuentes sexuales. cada ítem se puntúa de 0 a 4 en una escala de tipo Likert 0 (muy en desacuerdo), 4 (muy de acuerdo). No hay ítems inversos, por lo que a mayor puntuación mayor aceptación de las creencias que evalúa la escala.
- Finalidad: evalúa las creencias que justifican el contacto sexual entre adultos y menores.
- Experimento: estos autores estudiaron las propiedades psicométricas de este instrumento en una muestra de 1.376 delincuentes sexuales que se sometieron a tratamiento en el sistema penitenciario británico entre 1993 y 2003. De este grupo, 1.014 participantes eran abusadores de menores y el resto habían agredido a una mujer adulta. Encontraron un índice de fiabilidad alfa de .94 y un índice test-retest de .93. Mediante análisis de componentes principales extrajeron dos factores. Uno hacía referencia a la naturaleza inofensiva del sexo con niños y el otro recogía los ítems que definen a los niños como sexualmente provocativos. La escala obtiene correlaciones positivas y significativas con otras medidas similares, como la subescala de distorsiones cognitivas del Multiphasic Sex Inventory. Además, los abusadores de menores de su muestra obtenían puntuaciones significativamente mayores en la SWCH que los agresores de mujeres adultas. Por último, las puntuaciones en la SWCH se relacionaban positivamente con el nivel de riesgo de reincidencia de los participantes.[53]

#### Escala de acoso sexual
- Aplicación: esta escala evalúa las conductas explícitas que están relacionadas con la sexualidad y que resulta ofensivas, incluyendo contactos físicos, miradas, chiflidos o intentos forzados de relación sexual.
- Finalidad: saber sobre las exigencias de favores sexuales a cambio de tener ventajas o recompensas, recibir presiones sutiles no deseadas que buscan actividad sexual, que a veces son difíciles de identificar y obtener relaciones sexuales para que se cumpla una promesa o beneficio ofrecido.

## Instrumentos de violencia intrafamiliar
Las escalas y test utilizados en el ámbito forense para medir violencia en cualquiera de sus modos son varios, proporcionan al perito o psicólogo forense información acerca de estas conductas tanto del agresor como la víctima, y permite tener una perspectiva más amplia acerca del caso que se tenga, son utilizadas también como herramientas complementarias si se desea indagar más acerca de la relación familiar, y para descartar posibles supuestos de lo que proporcionan otros test.

#### Test del dibujo de la figura humana (Karen Machover).
En este test, se le pedirá al paciente que dibuje a una persona. Si dibuja a un hombre, se le pedirá que dibuje a una mujer, y viceversa. Seguidamente, se le pedirá al paciente que se invente una historieta relacionada con el dibujo que ha realizado. En dicha historieta se pedirá que el dibujo lleve una edad, profesión y cómo se encuentra emocionalmente en este momento, entre otras cosas.
El test del dibujo de la figura humana de Karen Machover (1949), es una herramienta utilizada en psicología que evalúa múltiples aspectos de la persona, este test es de tipo proyectivo, como menciona Larsen y Buss (2005) “exponen que se basan en la denominada hipótesis proyectiva, la cual enuncia que las personas proyectan sus propias personalidades en lo que informan sobre un estímulo ambiguo”, es decir, que al pedirle a la persona que realice un dibujo de la figura humana, puede revelar aspectos que para la misma son inconscientes, así como formas de enfrentar situaciones, conflictos personales, entre otros aspectos.
- Aplicación: la aplicación de la misma puede realizarse de manera individual o grupal, y va dirigido tanto a población infantil como adulta.
- Duración: para la aplicación del test no se tiene una limitación de tiempo para realizarse, con la intención de no limitar a la persona que lo realiza y así obtener más información que pueda plasmar en el dibujo.
- Finalidad: la finalidad de este test es evaluar la proyección de la personalidad del sujeto, rasgos de personalidad, del medio en el que se desenvuelve, aspectos sexuales, violencia, etc. así como esos aspectos que son inconscientes en el sujeto, basándose en las características del dibujo (orden en el que empezó a dibujar a la persona, tamaño del dibujo, simetría, posición, tema) y de la historieta.[54]

#### Escala de aceptación de violencia (Velicer).
La escala de aceptación de violencia fue principalmente construida por Velicer (1989), y fue validada por Saldívar, G. Para la población mexicana en el año 2000. Esta escala evalúa las actitudes de aceptación del uso de la fuerza y la coerción para la resolución de conflictos, y la tolerancia al uso de cualquier modo de violencia en una gran variedad de situaciones.
La escala es de tipo autoaplicable y consta de 14 reactivos los cuales se basan en una escala de tipo Likert para su evaluación, donde la puntuación mayor  de las respuestas es 4 (totalmente de acuerdo) y en caso contrario, la menor es 1 (totalmente en desacuerdo), asimismo, mientras mayor sea el número de la respuesta, mayor es el grado de aceptación de la violencia.
- Aplicación: La aplicación de la misma puede realizarse de manera grupal e individual, y dicha escala va dirigida a población adulta.
- Duración: La duración de aplicación de esta escala es de aproximadamente 45 minutos.
- Finalidad: La finalidad de dicha escala es determinar el grado de aceptación hacia las conductas de carácter violento en cualquiera de sus manifestaciones y la tolerancia que los sujetos crean conforme a la misma para la resolución de conflictos, es decir la normalización de actos o actitudes que atentan contra la integridad física, emocional y sexual de personas o grupos con la premisa de dar respuesta a un problema (Saldivar, 2000).[57]
- Experimento: se llevó a cabo un estudio evaluativo, comparativo, transversal y ex post facto, utilizando una muestra no probabilística intencional por cuotas, para evaluar a 300 estudiantes universitarios de ambos sexos y de tres diferentes carreras impartidas en la Universidad Nacional Autónoma de México. Los instrumentos utilizados fueron la Escala de Aceptación de la Violencia de Velicer y la Escala de Aceptación de Mitos de Violación que fue construida tomando como base los ocho reactivos originales de la escala de Burt y cuatro de la escala de Struckman-Johnson.[59]
  - Resultados: la Escala de Aceptación de la Violencia arrojó tres factores (alpha general = 83). El factor 1 correspondió a la dimensión de “aceptación de la violencia familiar” (α = .89). El factor 2 se denominó “aceptación de tácticas disciplinarias violentas” (α = .71). El factor 3 incluyó la dimensión “aceptación de la violencia militar” (α = .67). La Escala de Aceptación de los Mitos de Violación arrojó dos factores (alpha general= .85). El factor 1 correspondió a la dimensión de "culpabilización de la mujer" (α = .82). El factor 2 se denominó "invulnerabilidad/culpabilización del hombre" (α= .80). El primero implica creencias que sostienen que las mujeres violadas merecen este tipo de ataque si se han comportado "inapropiadamente". El segundo significa justificar por qué un hombre no puede ser violado y la culpa atribuida a los hombres que sufren una agresión sexual.

## Procedimiento en los que se requiere un informe.
- Medidas Provisionales
- Muertes dudosas
- Separación (Procedimiento Contencioso según la Disposición Adicional V de la Ley 30/81, de 7 de julio).
- Divorcio (ídem que el anterior).
- Incidente de Oposición de Medidas.
- Modificación de Efectos de Medidas (de Separación o de Divorcio, según Ley 30/81).
- Acogimiento (de acuerdo con la Ley 21/87, de 11 de noviembre).
- Adopción (ídem que el anterior).
- Dictaminar la Impugnación de Tutela[57]